# Caecosphaeroma virei
Caecosphaeroma virei là một loài chân đều trong họ Sphaeromatidae. Loài này được Dollfus miêu tả khoa học năm 1896.